# Brautlied
A brautlied (német nyelven: ’mátkadal’) a német irodalom egyik legősibb ismeretes, ófelnémet és középfelnémet szövegekben már 428-tól fel-felbukkanó formája. Nem csupán eredeti szövegtöredékek maradtak fenn, hanem több ókori szerző is említést tesz e műfajról (Ausonius, Claudianus stb.). A dalt az esküvői szertartás során énekelték, amikor a menyasszonyt családja átadta a vőlegénynek.